# John Holmes (diplomata)
Sir John Holmes (Preston, 29 de abril de 1951) é um diplomata de carreira inglês.
É o secretário-geral-adjunto para Assuntos Humanitários e Coordenador de Socorro de Urgência das Nações Unidas (abrev. OCHA), simultaneamente chefe do Gabinete de Coordenação de Assuntos Humanitários da Organização das Nações Unidas, nomeado a 3 de janeiro de 2007, por Ban Ki-moon, para substituir o norueguês Jan Egeland.
Casou-se em 1976 com Penelope Morris, com quem tem três filhas: Sarah, Lucy e Emilie.
Foi embaixador do Reino Unido em Portugal entre 1999 e 2001 e na França de 2001 a 2006.